# Nishitama-gun

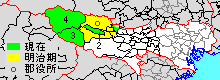
Lage des Nishitama-gun in der Präfektur Tokio: heutige Teile in grün, ehemalige in gelb.

Nishitama (jap. 西多摩郡, -gun) ist ein Landkreis in der japanischen Präfektur Tokio. Er besteht seit 1995 noch aus den vier Gemeinden Hinohara, Hinode, Mizuho und Okutama. Auf einer Fläche von 375,96 km² leben 58.610 Einwohner (Stand: 1. Juni 2009), die Bevölkerungsdichte beträgt damit 156 Ew./km².

## Geschichte

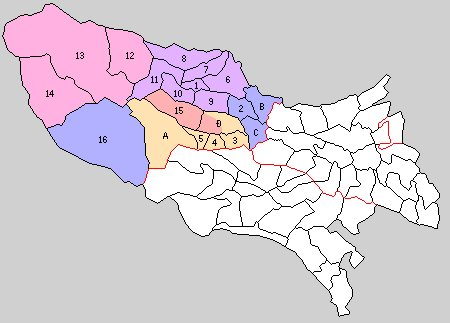
Gemeinden (1. -machi, 2.–16. -mura) und Gemeindeverbände (A.– D. chōson kumiai) im Kreis Nishitama der Präfektur Kanagawa 1889: 1. Ōme, 2. Nishitama, 3. Higashi-Akiru 4. Nishi-Akiru, 5. Masuko, 6. Kasumi, 7. Osogi, 8. Nariki, 9. Chōfu, 10. Yoshino, 11. Mita, 12. Kori, 13. Hikawa, 14. Ogōchi, 15. Ōguno, 16. Hinohara, A. Itsukaichi-machi und weitere, B. Hakonegasaki-mura und weitere, C. Fussa-mura und weitere, D. Hirai-mura und weitere; in blau: Gemeinden ohne Gebietsveränderung seit 1889 (abgesehen von der Integration der Gemeindeverbände); in anderen Flächenfarben: heutige Gemeinden nach Zusammenschlüssen seit 1889

Der Nishitama-gun entstand 1878, als der alte Tama-gun der Provinz Musashi in vier Teile geteilt wurde. Die drei westlichen Landkreise Nishitama („West-Tama“), Minamitama („Süd-Tama“) und Kitatama („Nord-Tama“) wurden der Präfektur Kanagawa zugeschlagen, Higashitama („Ost-Tama“) gehörte zur Präfektur Tokio. 1889 wurden 32 Gemeinden in Nishitama eingerichtet: 2 Machi („Kleinstädte“) und 30 Mura („Dörfer“).
1893 wurden die drei westlichen Tama-Landkreise an die Präfektur Tokio übertragen. Mit der Abschaffung des Gun-Systems ab 1921 verlor der Landkreis seinen Status als Gebietskörperschaft, 1925 wurde die Landkreisverwaltung aufgelöst. Mit der Gründung der kreisfreien Stadt (shi) Ōme 1951 durch den Zusammenschluss mehrerer Gemeinden begannen Gebietsverluste. Es folgten 1955 Fussa, 1972 Akigawa, 1991 Hamura und 1995 Akiruno. Lediglich 1958 gewann der Landkreis Territorium, als Teile des Dorfes Motosayama in der Präfektur Saitama Mizuho zugeschlagen wurden.

## Sprachgebrauch
Die Bezeichnung Nishitama für die westlichen Gebiete der Präfektur Tokio ist bis heute in Gebrauch und schließt die seit 1951 verlorenen Gebiete des Landkreises ein. Die ländlich geprägte Gegend ist eine Freizeitregion, ihre Bedeutung als Schlafstadt für Tokio nimmt zu. Durch eine in der Stadt Ōme angesiedelte Verwaltungskooperation (西多摩地域広域行政圏協議会, Nishitama-chiiki kōiki-gyōsei-ken kyōgikai) arbeiten die Gemeindeverwaltungen der Region zusammen.
Nishitama bildet einen Zweimandatswahlkreis für das Präfekturparlament. Er umfasst das gesamte Gebiet ohne die Stadt Ōme, das heißt neben dem heutigen Landkreis auch die heutigen kreisfreien Städte Fussa, Hamura und Akiruno.